# Ada di Caria
Ada di Caria (in greco antico: Ἄδα?; fl. 377 a.C. – 326 a.C.) è stata una regina greca antica, satrapo della Caria, vissuta nel IV secolo a.C..

## Biografia
Figlia di Ecatomno e sorella di Mausolo, Artemisia, Idrieo e Pissodaro, fu moglie del fratello Idrieo (che regnò dal 351 a.C. alla sua morte, avvenuta nel 344 a.C.); alla morte del marito assunse il controllo della Caria, che le fu sottratto nel 340 a.C. dall'altro fratello Pissodaro; quest'ultimo morì nel 335 a.C. e gli succedette il fratellastro Orontobate, nominato dal re di Persia Dario III.
Quando Alessandro Magno giunse in Caria, nel 334 a.C., Ada, che controllava la fortezza di Alinda, gli si arrese. Dopo la caduta di Alicarnasso, Alessandro le affidò il governo della Caria e lei in cambio gli assicurò la successione, adottandolo come suo figlio.

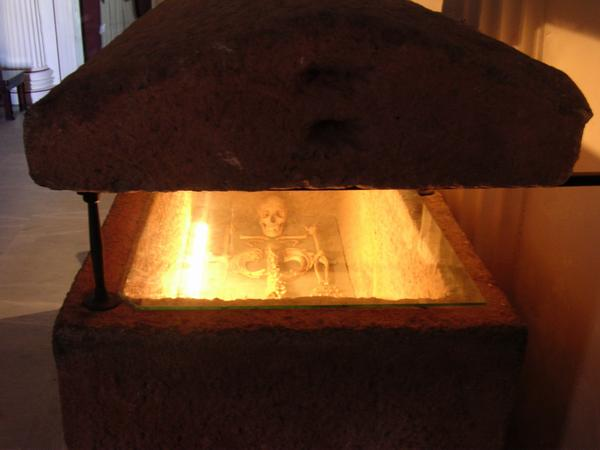
Probabile scheletro della regina Ada di Caria

Secondo gli archeologi turchi, è stata scoperta la tomba di Ada: i suoi resti sono esposti al museo archeologico di Bodrum.